# Міжнародна обсерваторія з академічного ранжування
Обсерваторія академічного ранжування IREG (англ. IREG Observatory on Academic Ranking and Excellence) — міжнародна некомерційна організація, створена 2002 року. До її складу входять університети, рейтингові організації та структури, пов'язані з академічною спільнотою та процесами формування різних рейтингів університетів. Організація зареєстрована в Брюсселі (Бельгія). Її секретаріат знаходиться у Варшаві (Польща). Мета обсерваторії полягає в підвищенні рівня суспільної обізнаності стосовно питань та проблем рейтингування університетів та впливу цих процесів на якість вищої освіти.
Крім того, організація відповідає за присудження організаціям Знака схвалення IREG, що підтверджує участь та ініціативи одержувача щодо рейтингу університетів.

## Історія створення
Формально обсерваторія IREG була створена в 2002 році. Проте, свій сучасний юридичний статут вона отримала в 2009 році. Її заснування стало результатом спільної ініціативи Європейського центру вищої освіти ЮНЕСКО та групи експертів різних міжнародних рейтингових організацій. Ідея створення міжнародної групи експертів (IREG) полягала у необхідності формування спеціалізованої інституції, яка б включала рейтингових аналітиків та експертів з питань розробки методології та методики рейтингування закладів вищої освіти.

## Виконавчий комітет
| Посада                                     | Прізвище             | Афілійована організація / Інститут       | Країна            |
| ------------------------------------------ | -------------------- | ---------------------------------------- | ----------------- |
| Президент IREG                             | Луїс Клаудіо Коста   | Інститут вищої освіти Бразилії           | Бразилія          |
| Віцепрезидент IREG                         | Вальдемар Сівінський | Фонд освіти «Перспективи»                | Польща            |
| Член виконавчого комітету                  | Бен Соутер           | QS рейтинг університетів світу           | Велика Британія   |
| Член виконавчого комітету                  | Бірте Горнеманн      | Ольборзький університет                  | Данія             |
| Член виконавчого комітету                  | Дмитро Гришанков     | Експерт рейтингової агенції «Експерт РА» | Росія             |
| Член виконавчого комітету                  | Хабіб М. Фардун      | Університет короля Абдулазіза            | Саудівська Аравія |
| Член виконавчого комітету                  | Мірко Деглі Еспості  | Болонський університет                   | Італія            |
| Член виконавчого комітету                  | Ніан Цай Лю          | Шанхайська рейтингова агенція            | Китай             |
| Член виконавчого комітету                  | Роберт Дж. Морс      | US News & World Report                   | США               |
| Член виконавчого комітету без права голосу | Ян Садлак            | Експрезидент IREG                        | США               |
| Керуючий директор                          | Казімєж Бєланов      | Пресагенція «Polish Press Agency»        | Польща            |

## Ініціативи IREG[7]
Знак визнання рейтингу обсерваторією IREG
- обсерваторія IREG присуджує номінованим рейтинговим агенціям (структурам) спеціальний Знак, що посвідчує факт участі його отримувача в процесі академічного рейтингування освітніх закладів.

Берлінські принципи ранжування закладів вищої освіти
- Берлінські принципи — список, що включає 16 принципів-індикаторів на основі яких приймається рішення щодо визнання авторитету та статусу конкретного рейтингу освітніх закладів[8].

Перелік національних рейтингів IREG
- ініціатива, що має за мету формування списів авторитетних національних рейтингів освітніх закладів[9].

Список міжнародних академічних нагород IREG
- ініціатива, що має за мету формування карти (списку) міжнародних академічних нагород та створення бази для їх ранжування[10].

Рекомендації IREG стейкхолдерам академічних рейтингів
- ці рекомендації було розроблено для підвищення якості, забезпечення надійності та достовірності інформації, що міститься в міжнародних рейтингах освітніх закладів[11].